# Phyllobrotica antennata
Phyllobrotica antennata är en skalbaggsart som beskrevs av Schaeffer 1932. Phyllobrotica antennata ingår i släktet Phyllobrotica och familjen bladbaggar. Inga underarter finns listade i Catalogue of Life.